# درنامگس‌ریختان
دُرنامگس‌ریختان (انگلیسی: Tipulomorpha) فروراسته‌ای از نخ‌شاخکان است. این فروراسته شامل مگس درنا است.